# Geizenburg
Geizenburg is een plaats in de Duitse gemeente Pluwig, deelstaat Rijnland-Palts, en telt 112 inwoners.